# Истомино (Тарусский район)
Исто́мино — село в Тарусском районе Калужской области (Сельское поселение «Деревня Похвиснево») с дворянской усадьбой XIX века, принадлежавшей Толстым и Хитрово.

## Характеристика
Истомино расположено в 6 км к западу от Тарусы, на высоком правом берегу реки Тарусы.

## История
В течение XVII века Истомино было вотчиной окольничего А. О. Прончищева, в конце века принадлежало его сыну, И. А. Прончищеву.
Первое упоминание об усадьбе Истомино встречается в писцовой книге Тарусского уезда и относится к 1720 году. Усадьбой, находящейся в Истомино, в различные периоды владели помещики Толстые, Хитрово, Быховцы. Последним владельцем стал тарусский купец Лихоманов.
Владельцы имения
- 1720 год — первое упоминание. Владелец — Пётр Андреевич Толстой, которому было пожаловано имение Петром I[5]. Его сын Иван Петрович Толстой построил усадебный дом и церковь. Позже оба Толстых были сосланы Екатериной I на Соловки.
- 1727 год — Истомино перешло в собственность государства. Проживавшие здесь управляющие не занимались перестройкой здания, поэтому в нём сохранилось так много от XVIII века. Во время реформ Екатерины II в 1770-е годы при образовании Тарусского уезда Калужского наместничества в местном уездном суде возникла необходимость найти помещение, чтобы хранить архивные документы, межевые книги и планы, которые посылались из Серпуховской канцелярии. Наместническое проявление дало следующую директиву: «быть архиву и казначейской казне здешнего села Истоминского в каменной церкви, которые за печатьми здешнего суда и канцелярства». Таким образом, до 1782 года земский суд заседал в истоминском усадебном доме. На то время этот каменный отапливаемый храм с глубокими подвалами был наиболее надежным хранилищем во всем Тарусском уезде[5].
- 1782 год — сенатор Николай Иванович Маслов (1734—1803), помещик села Гурьево, директор межевой канцелярии, приобретает имение у государства. В составе имения помимо собственно Истомино Маслову достались ближние деревни: Бортники, Ложкино, Пчеленки и Слободка (91 двор, 447 мужских и 416 женских душ), пчельня и залежи строительного камня. Маслов заложил усадебный парк.[6]
- 1802—1822 — Александра Николаевна Хитрово, урождённая Маслова (28.03.1754-02.01.1829), мать генерала Николая Захаровича Хитрово. В 1812 году её сын Николай Хитрово был обвинён по делу М. М. Сперанского, сослан в Вятку, а затем в своё имение под Тарусой под надзор полиции. Его жена — Анна Михайловна Хитрово, дочь генералиссимуса Кутузова. Во время Отечественной войны 1812 года он занимался разъездами, формируя Калужское ополчение. На нужды армии Н. З. Хитрово пожертвовал свое жалованье по ордену Иоанна Иерусалимского.[6] Н. З. Хитрово занимался организацией образования в уезде. Он собрал средства на уездное училище (учреждено в 1819 году)[6] Анна Михайловна со своей семьей жила в Истомино, и отец писал ей из-под Гжатска:

«...я должен сказать откровенно, что ваше пребывание возле Тарусы мне совсем не нравится. Вы легко можете подвергнуться опасности, ибо что может сделать женщина одна, да еще с детьми. Поэтому я хочу, чтобы вы уехали подальше от театра войны. Уезжай же, мой друг!»
- 1822—1827 — Николай Хитрово продал село действительному статскому советнику Степану Антиповичу Быховцу (губернатору Нижнего Новгорода в 1813—1818), скончавшемуся в 1828 году (погребен в правом притворе местной церкви, надгробие — колонна с урной и крестом[4] — для такого захоронения тогда было необходимо особое разрешение — за определённые заслуги перед церковью и государством). Его жена — Мавра Егоровна (урожденная Крюкова)[6].
- 1828 год — Имение унаследовал брат предыдущего владельца, Андрей Антипович Быховцев, затем его сын — Григорий Андреевич (родственник М. Е. Быховец — «Курдюковой» поэта Мятлева)[4]. Проводил активные геологические исследования местности, публиковал статьи, сотрудничая с Вольным экономическим обществом, отправлял туда образцы добытых в окрестностях Истомина минералов и пород.[6] В 1840 г. Быховец преподнес Николаю Первому мраморную вазу, изготовленную из материала (мраморов десяти пород), добытого в имении.[6] В ответ Государь наградил его перстнем с бриллиантом.[6] Григорий Андреевич был избран уездным предводителем дворянства в 1842 году. Активно публиковался в «Калужских ведомостях», в частности его заметка «Оптическое явление или зеркальность воздуха» описывает мираж в Тарусском уезде[6]. Последняя статья Быховца — «Благоустройство Тарусы», описывющая в подробностях возможности благоустройства города и уезда. Скончался в 1870 году[6]
- 1836 год — имение перешло во владение М. С. Васильчиковой, хотя остальные земли имения Истомино (Пчеленки, Поляны, Крутицы, Никольское, Ложкино — оставались за Григорием Быховцом). Деревня Слободка досталась Марии Григорьевне Быховец, Пчеленки купила с торгов у разорившегося Быховца Александра Романовна Поливанова (дочь Р. В. Любимова)[4].
- 1880-е — наследники Быховца продают остатки имения купцу Захару Михайловичу Лихоманову[4]., который известен тем, что возглавлял секту хлыстов Тарусского уезда. . В 1891 году за благотворительность был утвержден директором Тарусского тюремного отделения. Земский врач Добротворский и художник Поленов упомянули его как самого добросовестного тарусского купца. Однако, в 1893 году Лихоманов был арестован по хлыстовскому делу и отправлен в Калужскую тюрьму[6].

### После 1861 года
После крестьянской реформы село вошло в Бортниковскую волость Тарусского уезда Калужской губернии. С 1869 года в селе существовала земская школа, в которой в 1899 году училось 60 мальчиков и 20 девочек.

## Население

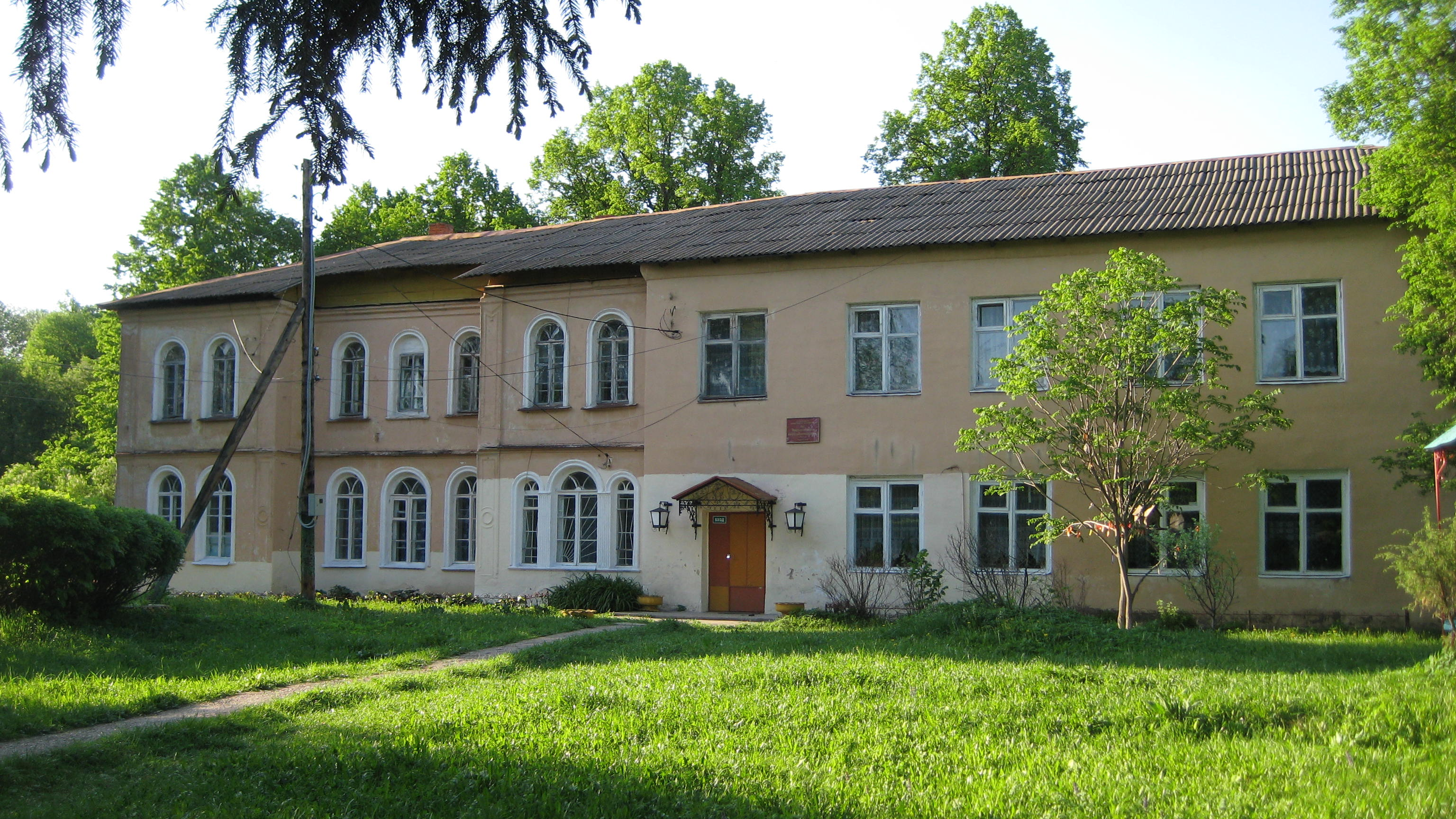
Двухэтажный барский дом

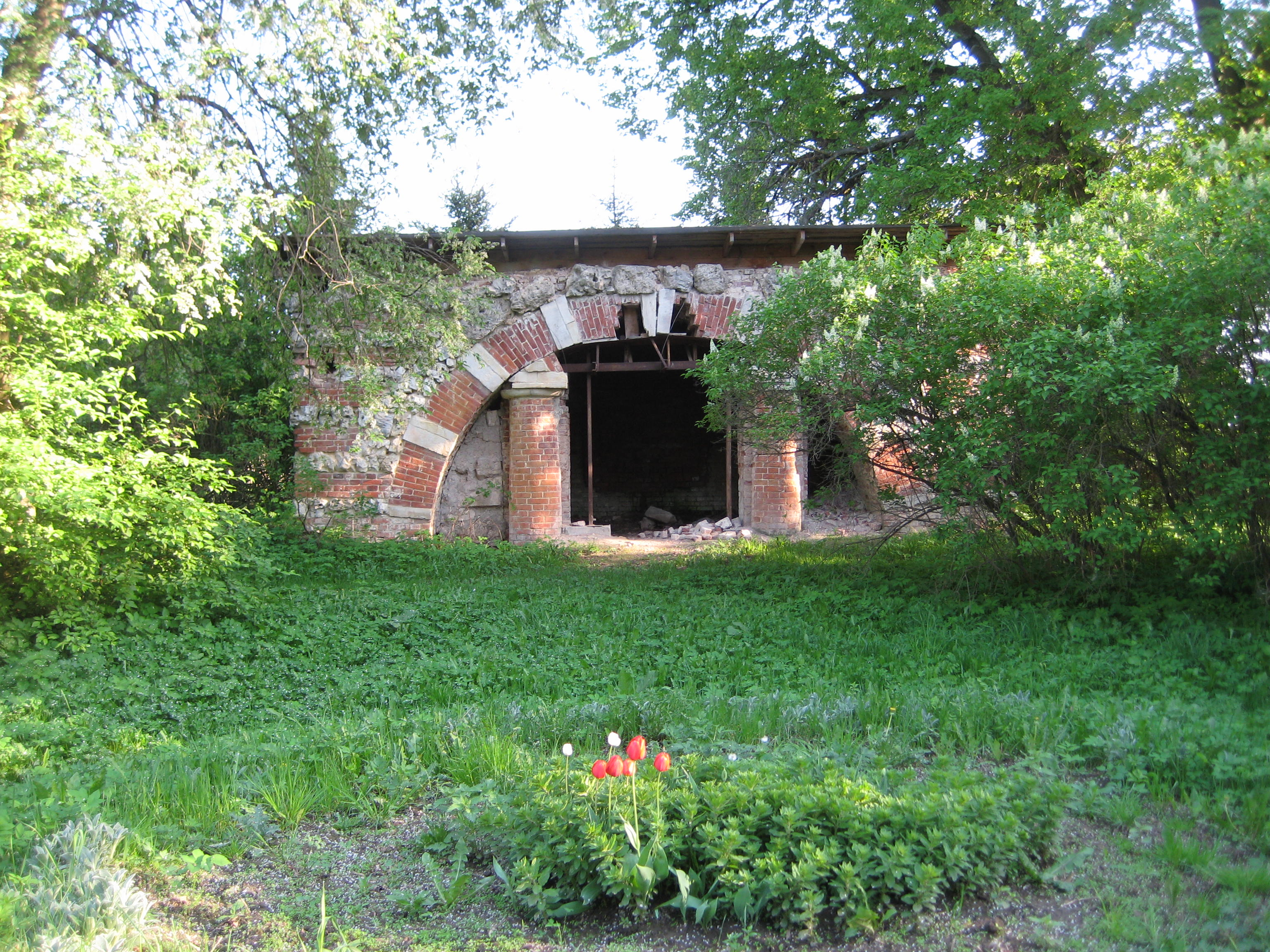
Грот

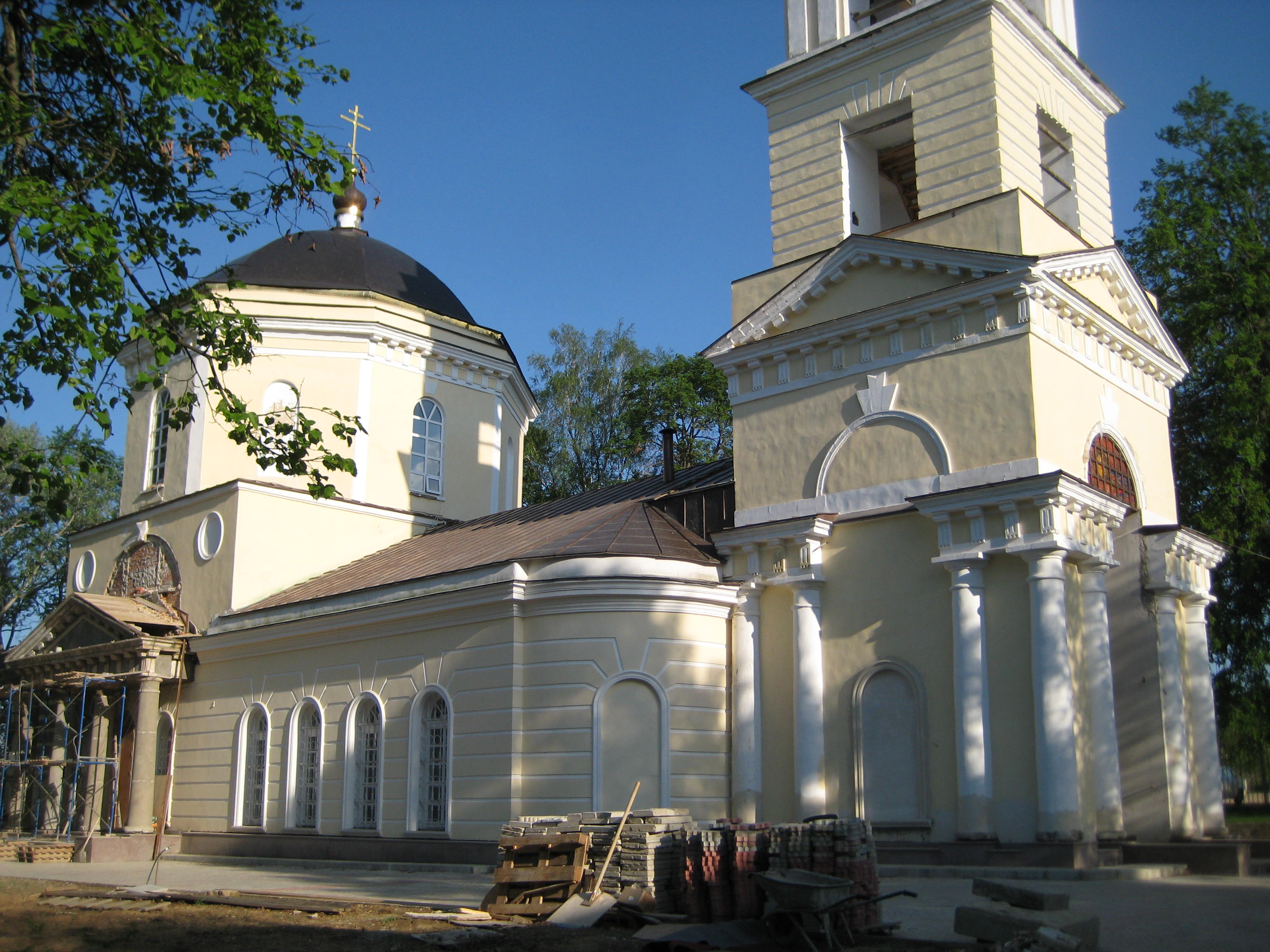
Успенская церковь, 2010

| 1859 | 1896 | 1913 | 1994 | 2010 |
| ---- | ---- | ---- | ---- | ---- |
| 114  | 154  | 144  | 66   | 54   |

## Здания
- Дом: каменный двухэтажный дом с 1798 года принадлежал Александре Николаевне Хитрово. Здание сильно перестроено, в том числе сыном Николаем: под штукатуркой XIX века угадываются черты XVIII века, возможно, даже начала столетия. Композиция — двухризалитная, на 1-м этаже все пространство между ризалитами занимает зал, откуда можно попасть в остальные помещения — боковые сени, крохотные гостиные с угловыми печами, на лестницу на второй этаж. Остекленная дверь зала открывалась на утраченный балкон-лоджию с колоннами, откуда можно было выйти в липовый парк, спускающийся к реке. Размещавшаяся здесь школа в настоящий момент закрыта.
- Грот: поставлен напротив дома, на линии улицы. Был встроен в ограду усадьбы. Являлся своего рода хорами для музыкантов. В настоящий момент находится в руинированном состоянии (обрушился полукруглый свод, замененный теперь плоской деревянной крышей).
- Церковь Успения Богородицы: возведена в 1725 году Иваном Петровичем Толстым (прадедом Льва Толстого). Была украшена великолепными фресками, перестраивалась в начале XIX века: были возведены колокольня и трапезная[2]. После революции 1917 года храм оставался действующим. В местных архивах есть описи церковного имущества 1922 года, к которым прилагаются и описания внутреннего убранства церкви. Оставался действующим до середины 1970-х годов, в 1974 году был закрыт и разграблен[5]. К началу XXI века храм оказался руинированным, и по данным Калужской епархии считался «утраченным». С 2002 года возвращен Церкви с благословения архиепископа Климента, и была начата его реконструкция. При перестройке храма, тем не менее, сохранились двусветный четверик с восьмериком и плоским граненым куполом, к которым приставлены более новые боковые четырёхколонные поритки с треугольными фронтонами, полукруглыми световыми люнетами с круглыми медальонами по бокам и добавлен карниз-антаблемент восьмерика[4].

Сохранился густой парк, с восточной стороны к которому прилегал фруктовый сад (не сохранился), где был проточный пруд (зарос и заболочен).
- Кладбище: слева от церкви сохранилось несколько надгробий: могилы некоторых священников и их семей (Яхонтовых, Молчановых, Успенских), а также семьи Александры Романовны Поливановой, помещицы из деревни Поляны и Пчелянки.